# Озёрское муниципальное образование (Калининский район)
Озёрское муниципальное образование — сельское поселение в Калининском районе Саратовской области Российской Федерации.
Административный центр — село Озерки.

## История
Статус и границы сельского поселения установлены Законом Саратовской области от 27 декабря 2004 года № 94-ЗСО «О муниципальных образованиях, входящих в состав Калининского муниципального района».

## Население
| 2010  | 2011  | 2012  | 2013  | 2014  | 2015  | 2016  |
| ----- | ----- | ----- | ----- | ----- | ----- | ----- |
| 1862  | ↘1854 | ↘1831 | ↘1790 | ↘1770 | ↘1728 | ↘1669 |
| 2017  | 2018  | 2019  | 2020  | 2021  |       |       |
| ↘1658 | ↘1626 | ↘1585 | ↘1556 | ↘1440 |       |       |

## Состав сельского поселения
| № | Населённый пункт | Тип населённого пункта       | Население |
| - | ---------------- | ---------------------------- | --------- |
| 1 | Васильевский     | посёлок                      | ↘104      |
| 2 | Лебедка          | село                         | ↘94       |
| 3 | Нижегороды       | село                         | ↗258      |
| 4 | Озерки           | село, административный центр | ↘688      |
| 5 | Песчаный         | посёлок                      | ↘214      |
| 6 | Согласный        | посёлок                      | ↘128      |